# Spignon
Spignon è un faro da tempo inattivo sull'omonima isola (160 m²) della Laguna Veneta; per questo motivo l'isola è spesso indicata anche come ex faro Spignon.

## Storia
Il faro, che raggiunge l'altezza di 15 metri, fu edificato nella seconda metà dell'Ottocento (non esiste una documentazione precisa, ma è indicato per la prima volta in una mappa del 1886) e serviva le imbarcazioni che giungevano dal porto di Malamocco, trovandosi poco più ad ovest dell'imboccatura. Faceva parte infatti di un sistema di segnalazione che comprendeva l'ex faro Alberoni e il piccolo faro Ceppe. Questi fari erano in funzione molto prima dell'escavo del canale Malamocco-Marghera e, quando fu completato il nuovo faro Rocchetta (situato al principio del molo nord di Malamocco), questo sistema di segnalatori venne disattivato (eccezion fatta per il faro Ceppe, che continua ad essere operativo).

## Architettura
Il faro è attorniato da altri quattro edifici minori e il complesso, in rovina, è ora utilizzato come magazzino e rifugio da pescatori di passaggio.